# Bükkszentlászló
Bükkszentlászló (szlovákul: Stará Huta) 1981 óta Miskolchoz tartozó egykori község a mai Borsod-Abaúj-Zemplén vármegyében, a Bükk-vidéken. Egyutcás település; Miskolc központjától 8,2 kilométerre, a város szélétől 4 kilométerre található.

## Demográfiája
A település lakossága a 2001-es népszámlálás alapján 461 fő. Népsűrűsége 37 fő/km² (a második legkisebb a városban), ez a hozzá tartozó erdőségek miatti nagy területnek (17 km²) köszönhető. Nagy az időskorúak aránya. Iskolázottság tekintetében több szempontból alatta marad a városi átlagnak (a legfeljebb általános iskolát végzettek aránya 6%-kal magasabb Miskolcénál, míg a felsőfokú végzettségűek aránya 5,1%, szemben a 17,3%-os városi átlaggal). Foglalkoztatottság és rendszeres jövedelem tekintetében azonban kedvezőbb mutatókkal rendelkezik az átlagnál.

## Története
A terület már a kelták által is lakott volt, jelentős régészeti leletekre bukkantak a környéken. Bükkszentlászló völgyének egyik oldalán, a Bányabükk déli részét alkotó sziklafennsíkon a Cotinus kelta néptörzs sáncokkal, árkokkal védett földvárat épített, ez ma Nagysánc néven ismert.
A község a 18. században jött létre, a bükki üveghuta-települések közül elsőként. Ekkor a diósgyőri uradalom tulajdonosai úgy gondolták, érdemes kihasználni a környék erdőinek fáját, és üveghutákat hoztak létre. Az üvegkészítés 1712–1713 körül kezdődött meg cseh, szlovák, lengyel és német mesteremberek közreműködésével. Az üveghuta körül Hutta néven település alakult ki, ez a mai Bükkszentlászló. Az üvegkészítők 1755-ben egy újabb települést is létrehoztak, az összetévesztést elkerülendő a régi települést Óhutának, míg az újat Újhutának (ma Bükkszentkereszt) nevezték el.
1774-ben Óhután 62 lakóépület állt. A falvak lakossága sokáig szlovák, ruszin, német nyelvű, kizárólag római katolikus vallású emberekből állt, mivel az üvegfúváshoz Magyarországon kevesen értettek, és külföldről kellett mesterembereket hozatni, azonkívül az üveghuta vezetői csak római katolikusokat voltak hajlandóak alkalmazni. Lakosai nemcsak üvegfúvással, hanem fakitermeléssel, mészégetéssel is foglalkoztak. Az üveggyártás feltételeinek megromlása, majd az 1831-es kolerajárvány után Óhuta lakossága 10 főre esett (ekkor 87 lakóház állt a faluban). 1848-ban Óhutának már ismét 450 lakosa volt, amit az erdőgazdálkodás nagy emberigénye magyaráz.
1940-ben a település felvette a Bükkszentlászló nevet, ami templomának védőszentjére, I. László királyra utal. 1941-ben 723 lakosa volt, ekkor a lakosság több mint 60%-a, 411 fő vallotta magát szlovák nemzetiségűnek, a magyar nyelvtudása mellett. 1946-ban a csehszlovák–magyar lakossági csereegyezmény lehetővé tette a magukat szlovákoknak valló lakosok Csehszlovákiába való kitelepülését; Bükkszentlászlóról 85-en települtek ki. A települést 1981-ben Miskolchoz csatolták, a nagy szocialista városbővítések korában Miskolchoz csatolt települések közül utolsóként.

## Megközelíthetősége
Az Újgyőri főtérről a 68-as autóbusszal.
2021 júliusán felkerült a Google Térkép utcaképére is, amelyen addig nem volt bejárható.

## Nevezetességei
- 1938-ban épült római katolikus temploma helyi védettség alatt áll.
- A temetőhöz vezető út mentén fából faragott kálvária-stációk állnak.
- Tatár-árki barlang, védett barlang
- Érdekesség, hogy a településrész egyetlen utcáját a Miskolchoz csatolása előtti időben Fő utcának hívták. Mivel Miskolcon hivatalosan ilyen nevű utca nem volt, így ezzel a névvel került be Miskolc közigazgatásába. Ezzel az az érdekes helyzet állt elő, hogy míg a Széchenyi utcát a városban szinte mindenki „Főutcának” hívja, a hivatalos Miskolc, Fő utca cím ebben a városrészben található.

## Képek

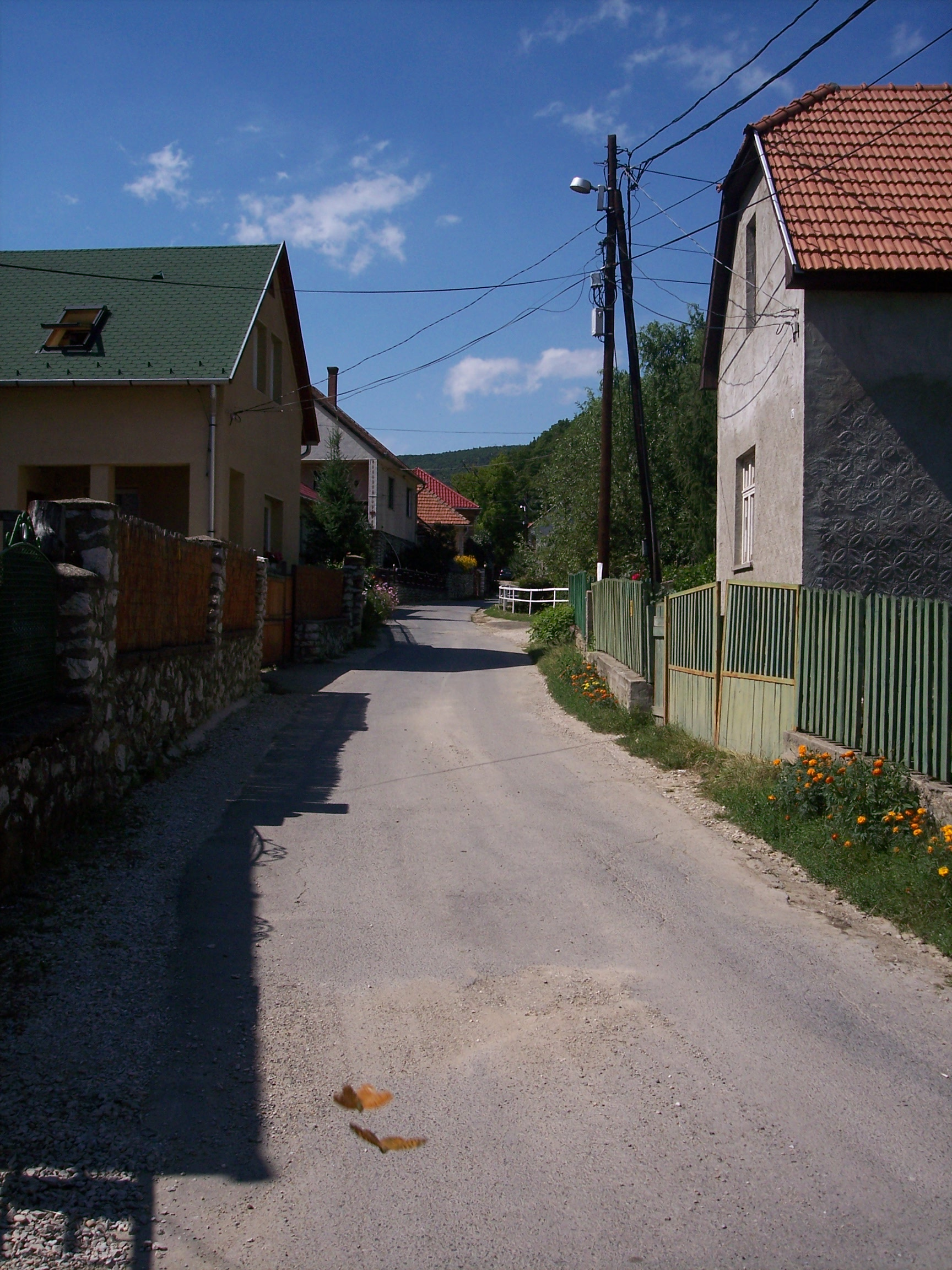
A Fő utca részlete
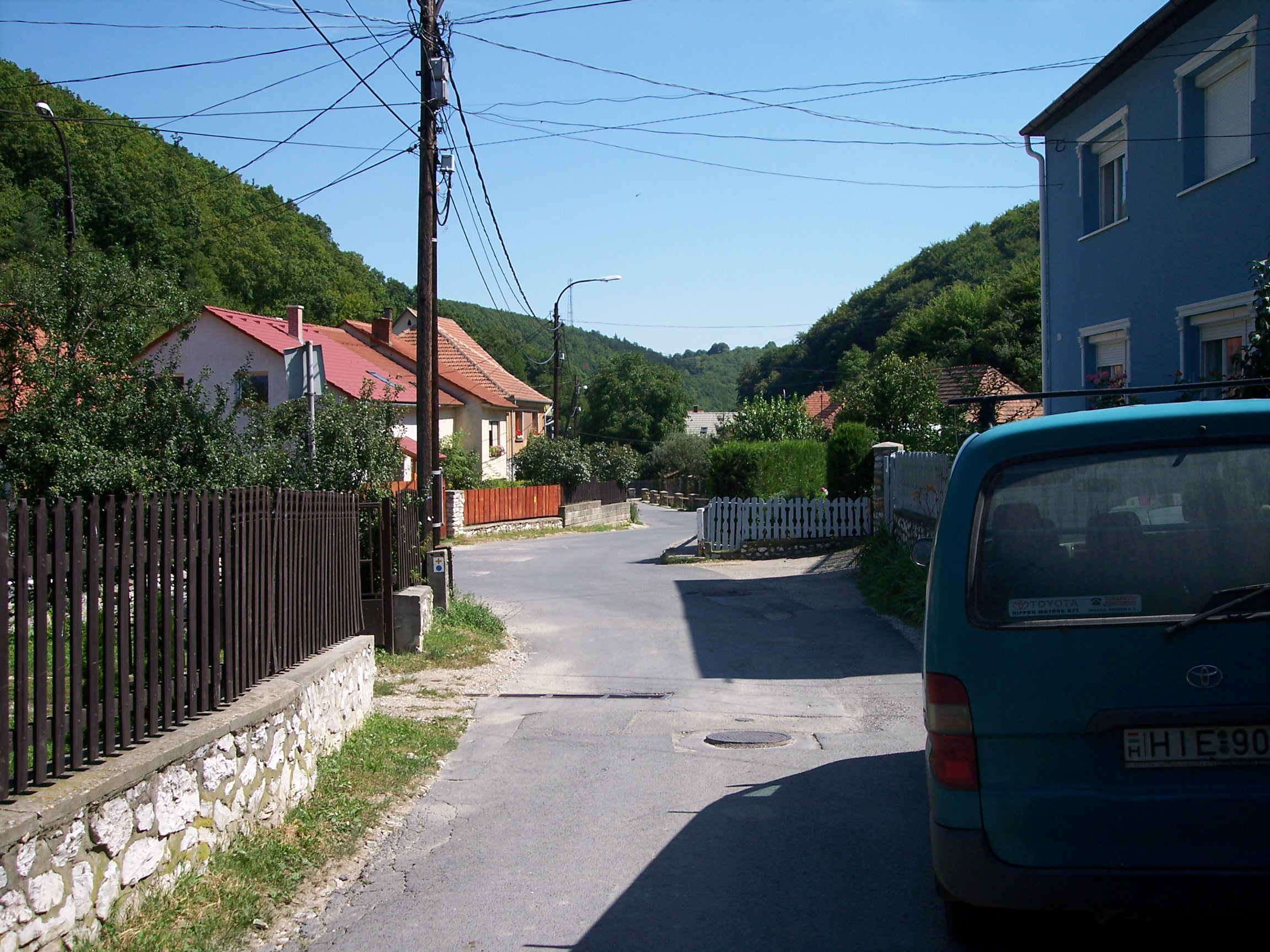
A Fő utca részlete